# Puchar Narodów Afryki 2025 (kwalifikacje)/Grupa I
Grupa B jest jedną z dwunastu grup eliminacji do turnieju o Puchar Narodów Afryki 2025. Składa się z czterech wymienionych niżej reprezentacji:
- Mali
- Mozambik
- Gwinea Bissau
- Eswatini

## Tabela
| Lp. | Drużyna           | M | Z | R | P | B+ | B- | +/– | Pkt | Kwalifikacja      |
| --- | ----------------- | - | - | - | - | -- | -- | --- | --- | ----------------- |
| 1   | Mali (A)          | 6 | 4 | 2 | 0 | 10 | 1  | +9  | 14  | Awans na PNA 2025 |
| 2   | Mozambik (A)      | 6 | 3 | 2 | 1 | 9  | 5  | +4  | 11  | Awans na PNA 2025 |
| 3   | Gwinea Bissau (E) | 6 | 1 | 2 | 3 | 4  | 6  | −2  | 5   |                   |
| 4   | Eswatini (E)      | 6 | 0 | 2 | 4 | 2  | 13 | −11 | 2   |                   |

|               | Mali | Mozambik | Gwinea Bissau | Eswatini |
| ------------- | ---- | -------- | ------------- | -------- |
| Mali          | X    | 1:1      | 1:0           | 6:0      |
| Mozambik      | 0:1  | X        | 2:1           | 1:1      |
| Gwinea Bissau | 0:0  | 1:2      | X             | 1:0      |
| Eswatini      | 0:1  | 0:3      | 1:1           | X        |

## Mecze

### Kolejka 1
| 5 września 2024 18:00 CEST | Gwinea Bissau · Burá 14' | 1:0(1:0)Raport | Eswatini | Estádio 24 de Setembro, Bissau Sędzia: Raphiou Ligali |
|                            |                          |                |          |                                                       |

| 6 września 2024 21:00 CEST | Mali · Bissouma 52' | 1:1(0:1)Raport | Mozambik · 37' Catamo | Stade 26 mars, Bamako Sędzia: Alhadi Allaou Mahamat |
|                            |                     |                |                       |                                                     |

### Kolejka 2
| 10 września 2024 15:00 CEST | Eswatini | 0:1(0:1)Raport | Mali · 7' Bissouma | Mbombela Stadium, Mbombela (Południowa Afryka) Sędzia: Jean-Claude Ishimwe |
|                             |          |                |                    |                                                                            |

| 10 września 2024 15:00 CEST | Mozambik · Guima 5' · Elias 73' | 2:1(1:1)Raport | Gwinea Bissau · 24' Mam. Baldé | Estádio do Zimpeto, Maputo Sędzia: Mohamed Diraneh Guedi |
|                             |                                 |                |                                |                                                          |

### Kolejka 3
| 11 października 2024 15:00 CEST | Mozambik · Ratifo 73' | 1:1(0:0)Raport | Eswatini · 80' Mavuso | Estádio do Zimpeto, Maputo Sędzia: Pierre Nguiene |
|                                 |                       |                |                       |                                                   |

| 11 października 2024 21:00 CEST | Mali · Touré 62' | 1:0(0:0)Raport | Gwinea Bissau | Stade 26 mars, Bamako Sędzia: Samuel Uwikunda |
|                                 |                  |                |               |                                               |

### Kolejka 4
| 14 października 2024 21:00 CEST | Eswatini | 0:3(0:2)Raport | Mozambik · 11' Dominguês · 41' Ratifo · 59' Catamo | Mbombela Stadium, Nelspruit Widzów: 815 Sędzia: Ring Malong |
|                                 |          |                |                                                    |                                                             |

| 15 października 2024 18:00 CEST | Gwinea Bissau | 0:0(0:0)Raport | Mali | Estádio 24 de Setembro, Bissau Sędzia: Jean Ouattara |
|                                 |               |                |      |                                                      |

### Kolejka 5
| 15 listopada 2024 17:00 CET | Eswatini · Mkhontfo 81' | 1:1(0:0)Raport | Gwinea Bissau · 87' Mané | Mbombela Stadium, Mbombela (Południowa Afryka) Sędzia: Abdou Abdel Mefire |
|                             |                         |                |                          |                                                                           |

| 15 listopada 2024 17:00 CET | Mozambik | 0:1(0:1)Raport | Mali · 19' Doumbia | Estádio do Zimpeto, Maputo Sędzia: Dickens Mimisa |
|                             |          |                |                    |                                                   |

### Kolejka 6
| 19 listopada 2024 17:00 CET | Gwinea Bissau · Beto 42' | 1:2(1:1)Raport | Mozambik · 9' Langa · 52' Ratifo | Estádio 24 de Setembro, Bissau Sędzia: Joseph Odey Ogabor |
|                             |                          |                |                                  |                                                           |

| 19 listopada 2024 17:00 CET | Mali · Touré 7' · Dorgeles 17', 23', 76' · K. Doumbia 42' · M. Doumbia 89' | 6:0(4:0)Raport | Eswatini | Stade 26 mars, Bamako Widzów: 8 000 Sędzia: Mohamed Ali Moussa |
|                             |                                                                            |                |          |                                                                |

## Strzelcy

### 3 gole
- Nene Dorgeles
- Stanley Ratifo

### 2 gole
- Yves Bissouma
- Kamory Doumbia
- El Bilal Touré
- Geny Catamo

### 1 gol
- Thubelihle Mavuso
- Philani Mkhontfo
- Mama Baldé
- Beto
- Carlos Mané
- Burá Nogueira
- Mamadou Doumbia
- Dominguês
- Elias
- Ricardo Guima
- Bruno Langa